# Michelle Creber
Michelle Creber (Canada, 7 settembre 1999) è un'attrice, doppiatrice e cantante canadese.
È maggiormente nota per aver dato la voce al personaggio di Apple Bloom e il cantato di Sweetie Belle nella serie animata televisiva My Little Pony - L'amicizia è magica. Suo padre, Micheal Creber, è un pianista e produttore jazz, mentre la madre, Monique Creber, è cantante e produttrice. Michelle è apparsa per la prima volta sul palcoscenico con i genitori all'età di un anno, e ha in seguito lavorato per svariati film, serie TV, musical e serie animate.
Nell'agosto 2012, è stato pubblicato il suo primo CD da solista, intitolato Timeless: Songs of a Century.

## Filmografia

### Cinema
- Zampa e la magia del Natale (The Search for Santa Paws), regia di Robert Vince (2010)

### Televisione
- The Adventures of Little Jake and Many Skies – serie TV, 1 episodio (2010)
- Supernatural – serie TV, episodio 6x11 (2010)
- Eureka – serie TV, episodio 4x18 (2011)
- Christmas Lodge – film TV (2011)
- Smart Cookies – film TV (2012)
- Un killer tra noi – film TV (2012)
- R.L. Stine's The Haunting Hour – serie TV, 2 episodi (2011-2014)
- Una stella per il ballo (Date with Love), regia di Ron Oliver – film TV (2016)
- Yellowjackets – serie TV, 2 episodi (2023)
- Tracker – serie TV, episodio 1x13 (2024)

### Doppiatrice
- Peanuts Webisodes – serie TV (2008)
- Il treno dei dinosauri (Dinosaur Train) – serie TV, 2 episodi (2010)
- Marta il cane parlante (Martha Speaks) – serie TV, 5 episodi (2012)
- My Little Pony - L'amicizia è magica (My Little Pony: Friendship Is Magic) – serie TV (2010-2019)

## Doppiatrici italiane
Nelle versioni in italiano delle opere in cui ha recitato, Michelle Creber è stata doppiata da:
- Isabella Benassi in Tracker

Da doppiatrice, è sostituita da:
- Lorella De Luca in My Little Pony (Apple Bloom)
- Vera Calacoci in My Little Pony (Fluttershy)